# Aberford
Aberford est un village et une paroisse civile du Yorkshire de l'Ouest, en Angleterre. Il est situé dans l'est du comté, à une quinzaine de kilomètres au nord-est du centre-ville de Leeds. Administrativement, il relève du borough métropolitain de la Cité de Leeds.

## Toponymie
Aberford provient du vieil anglais et désigne un gué (ford) lié à une femme nommée Eadburh. Ce toponyme est attesté sous la forme Ædburford en 1176.

## Géographie
Le village d'Aberford se situe dans le Nord de l'Angleterre, dans la région du Yorkshire-et-Humber. Il se trouve dans l'est du comté du Yorkshire de l'Ouest, près de la frontière du Yorkshire du Nord.
L'ancienne Grande route du Nord entre Londres et Édimbourg traversait la Cock Beck (en), un affluent de la Wharfe, à Aberford. La route A1, inaugurée en 1921, suit en grande partie le tracé de cette ancienne route, mais elle contourne le village d'Aberford par l'est.

## Histoire
C'est dans un champ près d'Aberford qu'un anneau d'or niellé portant le nom d'Æthelswith, princesse anglo-saxonne du IXe siècle, a été découvert en 1870. Il fait partie des collections du British Museum depuis 1897.

## Démographie
Au recensement de 2011, la paroisse civile d'Aberford comptait 1 180 habitants.
| Année      | 1801 | 1811 | 1821 | 1831 | 1841  | 1851 | 1881 | 1891 | 1901 | 1911 | 1921 | 1931 | 1951 | 1961 | 2011  |
| ---------- | ---- | ---- | ---- | ---- | ----- | ---- | ---- | ---- | ---- | ---- | ---- | ---- | ---- | ---- | ----- |
| Population | 894  | 922  | 900  | 925  | 1 071 | 996  | 653  | 612  | 602  | 593  | 570  | 600  | 710  | 836  | 1 180 |

## Patrimoine

### Lieux et monuments

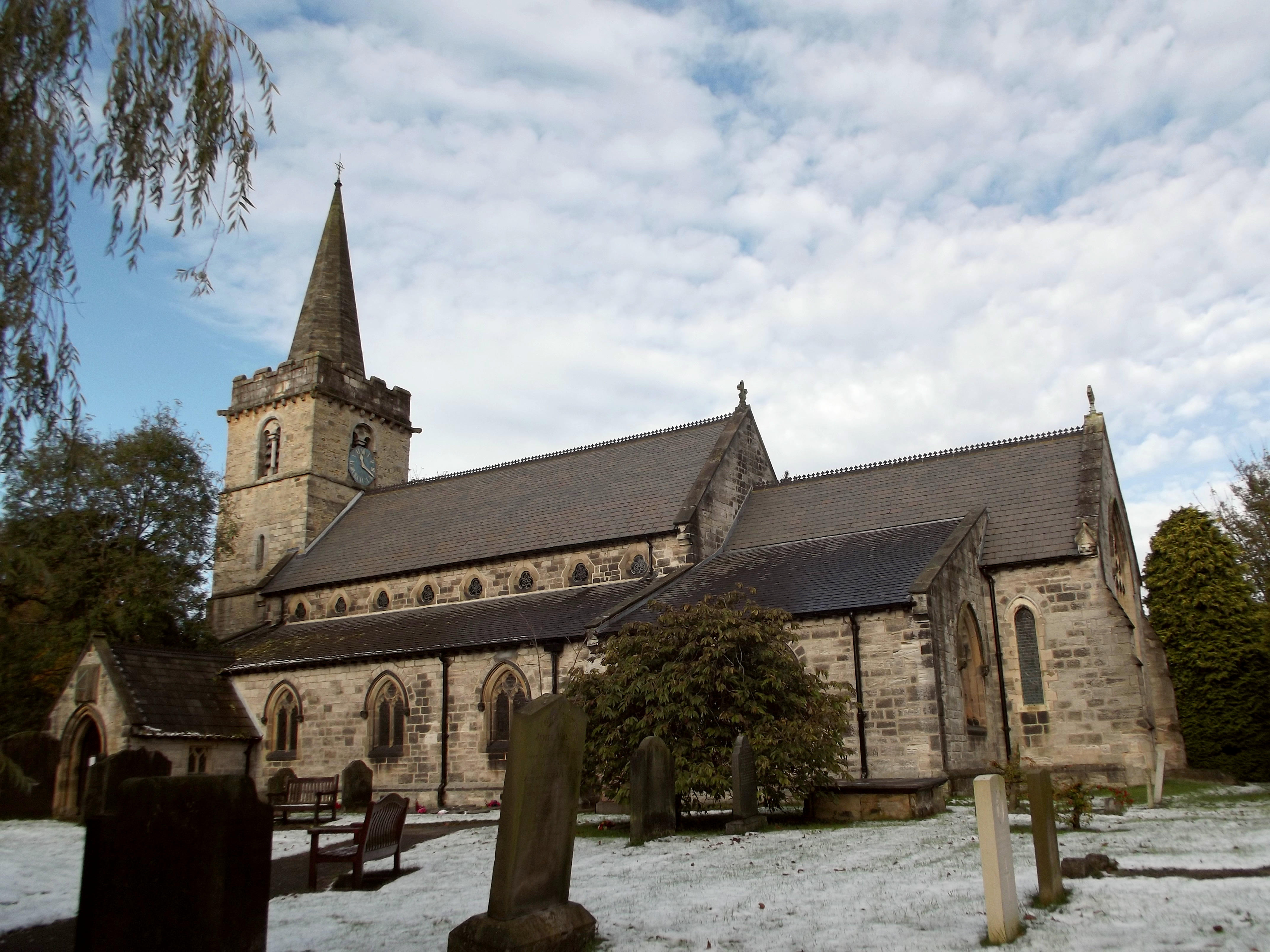
L'église Saint-Ricarius.

L'église paroissiale d'Aberford est dédiée à saint Riquier (Ricarius en anglais). Le bâtiment original datait du XIIe siècle, mais il a été intégralement reconstruit en 1861. C'est un monument classé de Grade II depuis 1967.

### Personnalités liées
- Le pamphlétaire Edmund Hickeringill (en) (1631-1708) est né à Aberford[6].
- L'écrivain Charles Page Eden (en) (1807-1885) est mort à Aberford[7].